# 1834

## Esdeveniments
Països catalans
- 10 d'abril: Als inicis de la Primera Guerra Carlina, un intent del general carlí Manuel Carnicer d'enllaçar amb els carlins de la Catalunya Nova fracassà a Maials, on els caps liberals Josep Carratalà i Manuel Bretón obtingueren una victòria rotunda en la denominada acció de Maials.

- Es va crear la institució del Comú de Particulars per un centenar de persones per a l'explotació, en règim cooperatiu, de l'antic molí fariner donat a cens pels ducs de Cardona (descendents dels vescomtes de Vilamur) a la família Llorens.

Resta del món
- 17 de març - Deredia (Àlaba) (País Basc): Afusellaments de Deredia per part de les forces de Zumalacárregui.
- 22 d'abril - Altsasu (Merindad de Pamplona, Navarra): els carlins encapçalats per Tomás de Zumalacárregui guanyen la batalla d'Altsasu durant la primera guerra carlina.
- 15 de juliol - Madrid: Es publica el decret d'abolició de la Inquisició espanyola.[1]
- 17 de juliol - Madrid: en la matança de frares a Madrid de 1834 s'assassinaren 73 frares i 11 resultaren ferits en l'assalt a diversos convents de la ciutat pel rumor que l'aigua de les fonts públiques havia estat enverinada pels frares.
- 24 d'octubre - Dulantzi (Quadrilla de Salvatierra, Àlaba): els carlins obtenen una victòria important a l'Acció de Dulantzi en el front del Nord de la Primera Guerra Carlina, ja que causen 1000 morts als liberals i aconsegueixen fer 2000 presoners.
- 28 d'octubre - Etxabarri (Àlaba): amb la victòria dels carlins a l'Acció d'Etxabarri, Bilbao, Sant Sebastià i Pamplona van quedar aïllades durant la Primera Guerra Carlina.
- 12 de desembre - Mendaza (Estella Oriental, Navarra): els carlins es van retirar en la batalla de Mendaza de la Primera Guerra Carlina.
- 15 de desembre - Arquijas (Navarra): la batalla d'Arquijas de la primera guerra carlina va acabar amb la retirada dels dos bàndols.

- Es fa a la mar la fragata francesa Belle Poule

## Naixements
Països Catalans
- 15 de novembre - Montlluís, Alta Cerdanya: Armand Jacquey, general i polític francès.
- 20 de novembre - Vilanova i la Geltrú: Isabel Ventosa i Roig, religiosa fundadora de la congregació de les Darderes.[2]
- 19 de desembre - Alcoi: Antoni Gisbert i Pérez, pintor valencià

Resta del món
- 29 de gener, Pàdua: Giuseppe Dalla Vedova, geògraf italià.
- 8 de febrer, Tobolsk, Rússia: Dmitri Mendeléiev, químic rus, inventor de la taula periòdica
- 15 de febrer, Villamanrique de Tajo, Madridː Faustina Sáez de Melgar, escriptora i periodista espanyola, editora de premsa, traductora, abolicionista i defensora de l'educació de les dones (m. 1895).[3]
- 16 de febrer: Ernst Haeckel, zoòleg i filòsof alemany (85 anys)
- 17 de març, Schorndorf, Württemberg: Gottlieb Daimler, enginyer i inventor alemany
- 24 de març, Walthamstow (Anglaterra): William Morris, dissenyador gràfic i impressor (m. 1896)[4]
- 12 de maig, Tours, Indre i Loira: Louise Marquet, ballarina i mestra de ball francesa.[5]
- 19 de maig, Stadtsulza: Carl Müllerhartung, compositor i director d'orquestra alemany.
- 23 de maig, Lupión, Jaén: Amalia Ramírez, cantant espanyola, soprano (m. 1918).[6]
- 26 de juny, Shipdham, Norfolk: Edward Bunnet, compositor i organista anglès.
- 30 de maig, Bèlgica: Emmanuel Hiel, poeta i escriptor flamenc.
- 19 de juliol: Edgar Degas, pintor francès de l'Impressionisme
- 2 d'agost, Colmar, França: Frédéric Auguste Bartholdi, escultor autor de l'Estàtua de la Llibertat (m. 1904).[7]
- 17 d'agost, Harelbeke, Bèlgica: Peter Benoit, compositor (m. 1901).[8]
- 19 de setembre, Tübingen: Anna von Helmholtz, salonnière i escriptora alemanya.[9]
- 28 de desembre, Trenton, Nova Jersey: Julie Hart Beers, pintora paisatgista estatunidenca (m. 1913).[10]
- Orleans, França: Anatole Loquin, musicògraf i compositor francès.
- Kals am Großglockner: Rupert Huter, religiós i botànic austríac.

## Necrològiques
Països Catalans
Resta del món
- 25 de juliol: Samuel Taylor Coleridge, poeta, crític i filòsof anglès.
- 7 d'agost - Oullins (França): Joseph Marie Jacquard, inventor  francès conegut per automatitzar, mitjançant l'ús de targetes perforades, l'anomenat teler de Jacquard,
- 18 de setembre - Igualada: Joan Romagosa i Pros, militar carlí mor afusellat.